# Данчев, Димитр
Димитр Данчев (болг. Димитър Данчев, 1912, Бяла-Слатина — ?) — болгарский шахматист, участник национального чемпионата, в составе сборной страны участник неофициальной шахматной олимпиады.
Сведения о биографии шахматиста крайне скудны.

## Спортивные результаты
| Год  | Город  | Соревнование                                                    | + | −  | = | Результат | Место |
| ---- | ------ | --------------------------------------------------------------- | - | -- | - | --------- | ----- |
| 1936 | София  | Чемпионат Болгарии                                              |   |    |   |           | 6—7   |
|      | Мюнхен | Неофициальная шахматная олимпиада (сборная Болгарии, 3-я доска) | 1 | 15 | 3 | 2½ из 19  |       |